# Kéregmoly-rokonúak
A kéregmoly-rokonúak (Enarmoniini) a sodrómolyfélék (Tortricidae) tükrösmolyformák (Olethreutinae) alcsaládjának egyik nemzetsége.

## Származásuk, elterjedésük
A taxon 45 nemébe 2013-ban 346 fajt soroltak. ez a sodrómolyfélék fajainak mintegy 1,5 %-a. A fajok többsége a trópusokon él. Európában 5 nemük fajai fordulnak elő; ezeket a nemek felsorolásánál külön jelöljük.

## Rendszertani felosztásuk
A nemeket a Wikifajok és a Fauna Europaea alapján soroljuk fel, ezért az alábbi lista 8-cal több nemet tartalmaz, mint ahány az EOL föntebb hivatkozott adatbázisában szerepel.
- Aemulatrix
- Aglaogonia
- Anambrophyes
- Anathamna
- Ancylis — Európában 24 faj
- Ancylophyes
- Anthozela
- Argyroptocha
- Balbidomaga
- Cimeliomorpha
- Concinocordis
- Congancylis
- Crocostola
- Cyphophanes
- Dacgleia
- Dasodis
- Dasybregma
- Embolostoma
- Enarmonia — Európában 1 faj
- Enarmoniodes
- Endotera
- Eriosocia
- Eucosmogastra
- Eucosmomorpha — Európában 1 faj
- Fibuloides
- Genetancylis
- Helictophanes
- Heteroschistis
- Hystrichophora
- Irianassa
- Laspeyresia
- Loboschiza
- Metaselena
- Neoanathamna
- Oriodryas
- Osthelderiella — Európában 1 faj
- Paranthozela
- Periphoeba
- Protancylis
- Pseudacroclita
- Pseudancylis
- Pseudophiaris — Európában 1 faj
- Pternidora
- Semnostola
- Sillybiphora
- Syngamoneura
- Taiwancylis
- Tetramoera
- Thymioptila
- Thysanocrepis
- Tokuana
- Toonavora
- Vicamentia

## Magyarországi fajok
Magyarországon 3 nem fajai élnek:
- horgasmoly (Ancylis Hb., 1825
  - márványos horgasmoly (Ancylis achatana Denis & Schiffermüller, 1775) — Magyarországon közönséges (Fazekas, 2001; Buschmann, 2004; Pastorális, 2011; Pastorális & Szeőke, 2011);
  - bengesodró horgasmoly (Ancylis apicella Denis & Schiffermüller, 1775) — Magyarországon közönséges (Fazekas, 2001; Buschmann, 2004; Pastorális, 2011; Pastorális & Szeőke, 2011);
  - bükkönysodró horgasmoly (Ancylis badiana Denis & Schiffermüller, 1775) — Magyarországon közönséges (Fazekas, 2001; Buschmann, 2004; Pastorális, 2011; Pastorális & Szeőke, 2011);
  - szamóca-horgasmoly (Ancylis comptana (Frölich, 1828) — Magyarországon közönséges (Fazekas, 2001; Buschmann, 2004; Mészáros, 2005; Pastorális, 2011; Pastorális & Szeőke, 2011);
  - apró horgasmoly (Ancylis diminutana Haworth, 1811) — Magyarországon közönséges (Horváth, 1997; Fazekas, 2001; Buschmann, 2004; Pastorális, 2011);
  - hullámos horgasmoly (Ancylis geminana Donovan, 1806) — Magyarországon sokfelé előfordul (Buschmann, 2004; Pastorális, 2011);
  - fehér horgasmoly (Ancylis laetana Fabricius, 1775) — Magyarországon közönséges (Fazekas, 2001; Buschmann, 2004; Pastorális, 2011; Pastorális & Szeőke, 2011);
  - tölgysodró horgasmoly (Ancylis mitterbacheriana Denis & Schiffermüller, 1775) — Magyarországon közönséges (Fazekas, 2001; Buschmann, 2004; Pastorális, 2011; Pastorális & Szeőke, 2011);
  - áfonyasodró horgasmoly (Ancylis myrtillana Treitschke, 1830) — Magyarországon szórványos (Pastorális, 2011);
  - kutyabenge-horgasmoly (Ancylis obtusana Haworth, 1811) — Magyarországon sokfelé előfordul (Fazekas, 2001; Pastorális, 2011; Pastorális & Szeőke, 2011);
  - turjáni horgasmoly (Ancylis paludana Barrett, 1871) — Magyarországon közönséges (Fazekas, 2001; Buschmann, 2004; Pastorális, 2011; Pastorális & Szeőke, 2011);
  - sötét horgasmoly (Ancylis selenana Guenée, 1845) — Magyarországon többfelé előfordul (Fazekas, 2001; Buschmann, 2004; Pastorális, 2011);
  - cinegefűz-horgasmoly (Ancylis subarcuana Douglas, 1847) — Magyarországon szórványos (Buschmann, 2004; Pastorális, 2011);
  - galagonyasodró horgasmoly (Ancylis tineana Hb., 1799) — Magyarországon közönséges (Horváth, 1997; Buschmann, 2004; Pastorális, 2011; Pastorális & Szeőke, 2011);
  - hangarágó horgasmoly (Ancylis uncella Denis & Schiffermüller, 1775) — Magyarországon sokfelé előfordul (Fazekas, 2001; Pastorális, 2011);
  - szedersodró horgasmoly (Ancylis unculana Haworth, 1811) — Magyarországon közönséges (Fazekas, 2001; Buschmann, 2004; Pastorális, 2011; Pastorális & Szeőke, 2011);
  - csarabos horgasmoly (Ancylis unguicella L., 1758) — Magyarországon szórványos (Pastorális, 2011);
  - szilsodró horgasmoly (Ancylis upupana Treitschke, 1835) — Magyarországon sokfelé előfordul (Pastorális, 2011; Pastorális & Szeőke, 2011);
- kéregmoly (Enarmonia Hb., 1816?[5] 1826?[6]
  - kéregmoly (Enarmonia formosana Scopoli, 1763) — Magyarországon közönséges (Fazekas, 2001; Mészáros, 2005; Pastorális, 2011; Pastorális & Szeőke, 2011);
- Eucosmomorpha (Obraztsov, 1951)
  - hóbogyómoly (Eucosmomorpha albersana Hb., 1813) — Magyarországon sokfelé előfordul (Buschmann, 2004; Pastorális, 2011; Pastorális & Szeőke, 2011);